# Vietnamese văn
De Vietnamese văn (Hán tự: 文; Frans: Sapèque Vietnamien) was een type gegoten rode munt met een vierkant gat in het midden dat circuleerde in Vietnam vanaf de Đinh-dynastie in 969 tot de Nguyen-dynastie in 1945.
Dit type munt was gebaseerd op de Chinese kèpèngs net als de Japanse mon, Koreaanse mun en Riukiuaanse mon die in andere landen circuleerden. Het merendeel van de Vietnamese văn-munten die ooit gegoten waren zijn van koper maar munten gemaakt van lood, ijzer (vanaf 1528) en zink (vanaf 1740) circuleerden naast de koperen munten met fluctuerende waarden relatief aan elkaar gebaseerd op de respectievelijke marktwaarde van elk metaal. De reden dat munten gemaakt van metalen met een lage intrinsieke waarde werden geslagen was omdat vele bijgeloven onder de Vietnamese bevolking beweerden dat als koperen munten in omloop waren, alle goud en zilver in de bergen magisch zullen verdwijnen, hierdoor begroef de Vietnamese bevolking al snel al hun koperen văn-munten die zij in handen kregen. Hierdoor waren enkele maanden nadat nieuwe koperen munten door de munthuizen van de overheid geslagen in omloop gebracht waren, deze haast allemaal verdwenen. De Vietnamese overheid begon in reactie hierop met het slaan van munten gemaakt van zink, lood en tin omdat deze metalen sneller vergaan als ze begraven worden. Dit leidde ertoe dat deze munten minder snel werden begraven.

## Geschiedenis

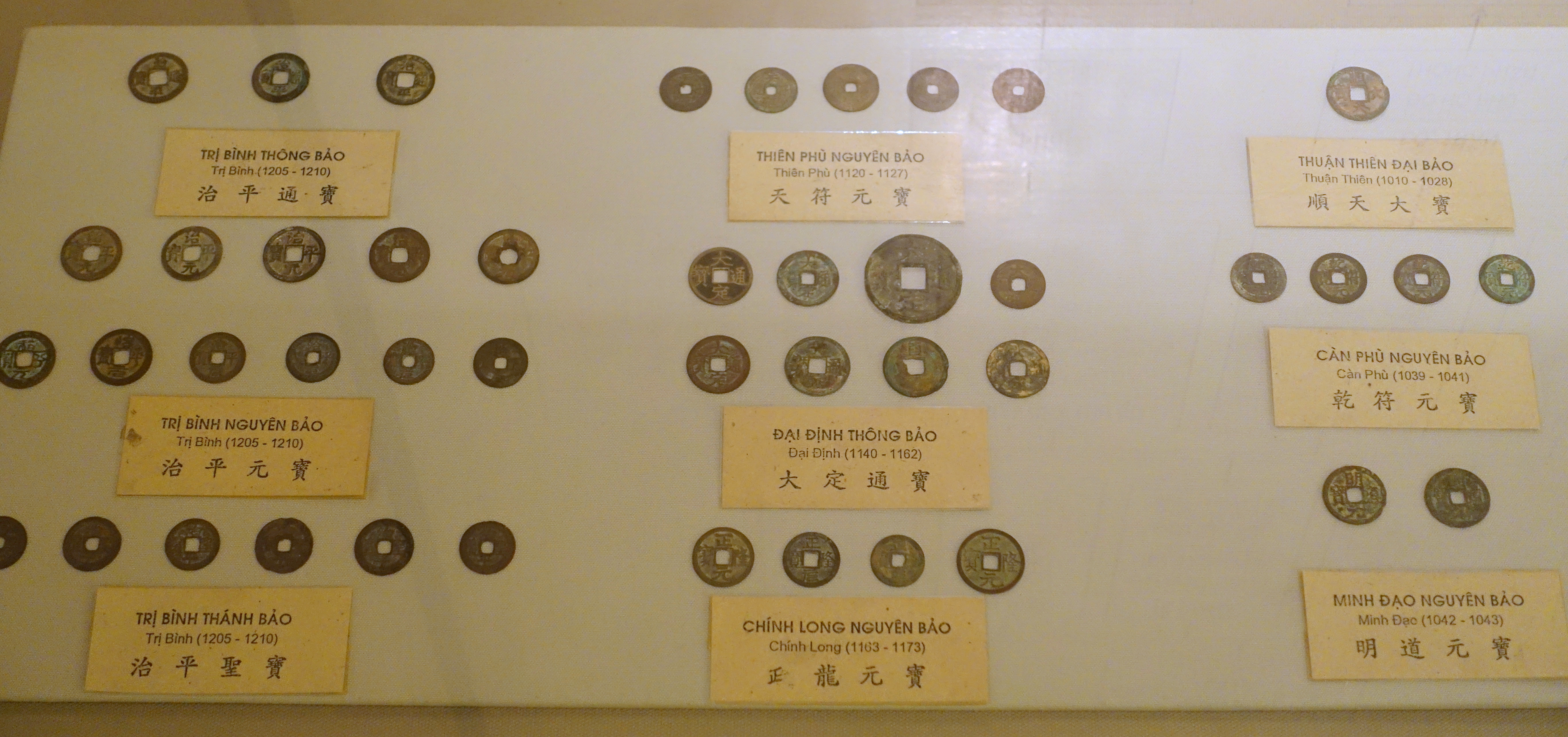
Verschillende Lý-dynastie munten in het Nationale Museum van Vietnamese Geschiedenis, Hanoi.

De eerste Vietnamese munten waren onder de Đinh-dynastie (968-981) geslagen met de introductie van de Thái Bình Hưng Bảo (太平興寶) onder het regentschap van Đinh Bộ Lĩnh. De volgende twee eeuwen bleef muntgeld een zeldzaamheid onder de gewone bevolking omdat ruilhandel dominant was onder zowel de Đinh- als Vroegere Lê-dynastiën.
Vanaf het regentschap van Lý Thái Tông waren de munten geproduceerd in Vietnam over het algemeen van inferieure kwaliteit vergeleken met de Chinese kèpèngs gegoten in dezelfde periode, zij waren ook vaak van minderwaardige legeringen en dunner en lichter dan de Chinese kèpèngs door een groot tekort aan koper ten tijde van de Lý-dynastie. De inferieure kwaliteit van de Vietnamese văn-munten inspireerde Chinese kooplieden om Chinese kèpèngs te produceren van hogere kwaliteit om op de Vietnamese markt de brengen, waardoor er een groot overschot aan muntgeld op de Vietnamese markt kwam. De Lý regering probeerde dit te verhelpen door de productie van munten gedurende vijf decennia te stoppen.
De productie van munten van inferieure kwaliteit hield aan tijdens de Trần-dynastie. Onder het regentschap van Trần Dụ Tông waren de meeste munten van de Trần-dynastie geslagen als antwoord op verschillende calamiteiten die Vietnam hadden getroffen, zoals mislukte oogsten, die de regering van de Trần-dynastie dwong om meer geld te produceren voor de getroffen bevolking als compensatie. Door interne politieke onrust stopte de productie van Vietnamese munten onder de laatste 7 monarchen van de Trần-dynastie.

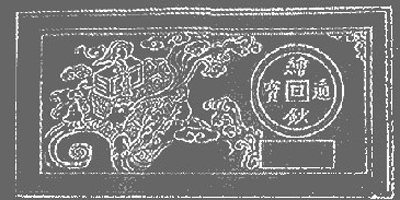
Een Thông Bảo Hội Sao (通寶會鈔) bankbiljet van de Hồ-dynastie.

Tijdens de Hồ-dynastie werd het gebruik van munten door Hồ Quý Ly in 1396 verbannen en werden deze vervangen door de Thông Bảo Hội Sao (通寶會鈔) bankbiljetten. De bevolking was bevolen om al hun munten in te wisselen voor de nieuwe bankbiljetten met een wisselkoers van 1 Quân aan koperen văn-munten voor 2 Thông Bảo Hội Sao bankbiljetten. Zij die weigerden om hun munten in te wisselen en deze bleven gebruiken riskeerden om geëxecuteerd te worden en al hun bezittingen door de regering te worden ingenomen. Ondanks deze zware wetten op het gebruik van muntgeld bleven de oude munten populair en werd het papiergeld amper gebruikt waardoor de regering van de Hồ-dynastie hun beleid moest intrekken. De Thông Bảo Hội Sao bankbiljetten van de Hồ-dynastie hadden ontwerpen met zeewier, golfpatronen, wolken en schildpadden. Onder de Hồ-dynastie werden de Thánh Nguyên Thông Bảo (聖元通寶) en Thiệu Nguyên Thông Bảo (紹元通寶) munten geslagen in kleine kwantiteiten, maar munten met dezelfde inscripties zouden minder dan een halve eeuw later door de Latere Lê-dynastie worden geproduceerd in grotere hoeveelheden.
Nadat Lê Thái Tổ aan de macht kwam in 1428 door de Chinese Ming-dynastie te verjagen wat de Vierde Chinese overheersing beëindigde had Lê Thái Tổ een aantal nieuwe wetten ingevoerd om de productie kwaliteit en vakmanschap van het muntgeld te verbeteren en de legeringen aan te passen om zelfs naast de beste Ming-dynastie kèpèngs goed te kunnen vergelijken.
Tussen 1633 en 1637 verkocht de Vereenigde Oostindische Compagnie 105.835 rijgen van 960 kèpèngs (oftewel 101.600.640 văn) aan de Nguyễn-heren in Vĩnh Lạc Thông Bảo (永樂通寶) en Khoan Vĩnh Thông Bảo (寬永通寶) munten. Dit was omdat Japan handel met het buitenland had beperkt met het Sakokubeleid waardoor Zuid-Vietnamese kooplieden hun koperen munten van de Republiek der Zeven Verenigde Nederlanden moesten kopen in plaats van rechtstreeks van de Japanse handelaren wat hiervoor gebeurde. Dit zorgde voor een overschot van koper in het gebied van de Nguyễn-heren waardoor zij koper konden gebruiken voor praktische doeleinden zoals spijkers en deurscharnieren terwijl het metaal zeer schaars bleef in Noord-Vietnam.
Hierna werden de Nagasaki handelsmunten geïntroduceerd die specifiek voor de Vietnamese en Zuidoost-Aziatische markt waren geslagen, deze munten begonnen ook in het noorden van Vietnam te circuleren waar buiten Hanoi en de omliggende provinciën de kleinere Nagasaki handelsmunten werden omgesmolten tot bestek en gereedschap, terwijl grotere Nagasaki handelsmunten over heel Vietnam circuleerden.
Vanaf het Dương Hòa tijdperk (1635–1643) onder de heerschappij van Lê Thần Tông tot 1675 waren er dankzij politieke onrust geen munten geproduceerd, maar vanaf de vroege achttiende eeuw opende Lê Dụ Tông een groot aantal nieuwe kopermijnen om de productie van hoge kwaliteit koper munten te bevorderen. Vanaf 1719 was de productie van koperen munten weer gestopt voor twee decennia en werden belastingen zwaarder op de Chinezen in Vietnam gelegd, een Mandarijn kon een rangverhoging verwachten als hij 600 rijgen van 1000 kèpèngs (oftewel 600.000 văn) opbracht. Onder Lê Hiển Tông werd een groot aantal “Cảnh Hưng” (景興) munten uitgebracht met veel verschillende inscripties en munttekens, er wordt vaak gedacht dat er meer varianten van de “Cảnh Hưng” munten bestaan dan van welke andere enkele serie van kèpèng-munten. Er werden nieuwe grotere denominaties “Cảnh Hưng” munten geïntroduceerd met de waarden van 50 en 100 văn en vanaf 1740 werden er provinciale munttekens op de achterzijden van de munten geplaatst. Momenteel zijn er ongeveer 80 verschillende “Cảnh Hưng” munten bekend, de reden dat er zo veel verschillende “Cảnh Hưng” munten werden geslagen was omdat de regering van de Latere Lê-dynastie aan grote fiscale tekorten leed terwijl het meer belastingen probeerde te innen wat weer leed tot de productie van meer munten en legaliseerde particuliere munthuizen in 1760 om dit mogelijk te maken, veel van deze particuliere munthuizen waren voorheen gezien als een last op economie omdat zij munten van inferieure kwaliteit produceerden. De legalisatie van particulier muntgeld zorgde voor een grote verscheidenheid in kwaliteit wat een negatief effect had op de Vietnamese markt.
Onder Nguyễn Nhạc van de Tây Sơn-dynastie werd de inscriptie Thất Phân (七分) wat de gewicht van de munt beschreef voor het eerst aan de achterzijde van de munten toegevoegd, dit zal later onder de Nguyễn-dynastie worden voortgezet. Onder keizer Gia Long werden văn-munten van lage nominale waarden in drie verschillende metalen tegelijkertijd geproduceerd gemaakt van koper, lood en zink. Vanaf 1837 introduceerde keizer Minh Mạng 1 Mạch-munten gemaakt van messing met de inscriptie Minh Mạng Thông Bảo (明命通寶) op de voorkant en acht Chinese karakters op de achterkant. De productie van munten met een nominale waarde van 1 Mạch zouden worden voortgezet onder de opvolgende monarchen van de Nguyễn-dynastie.

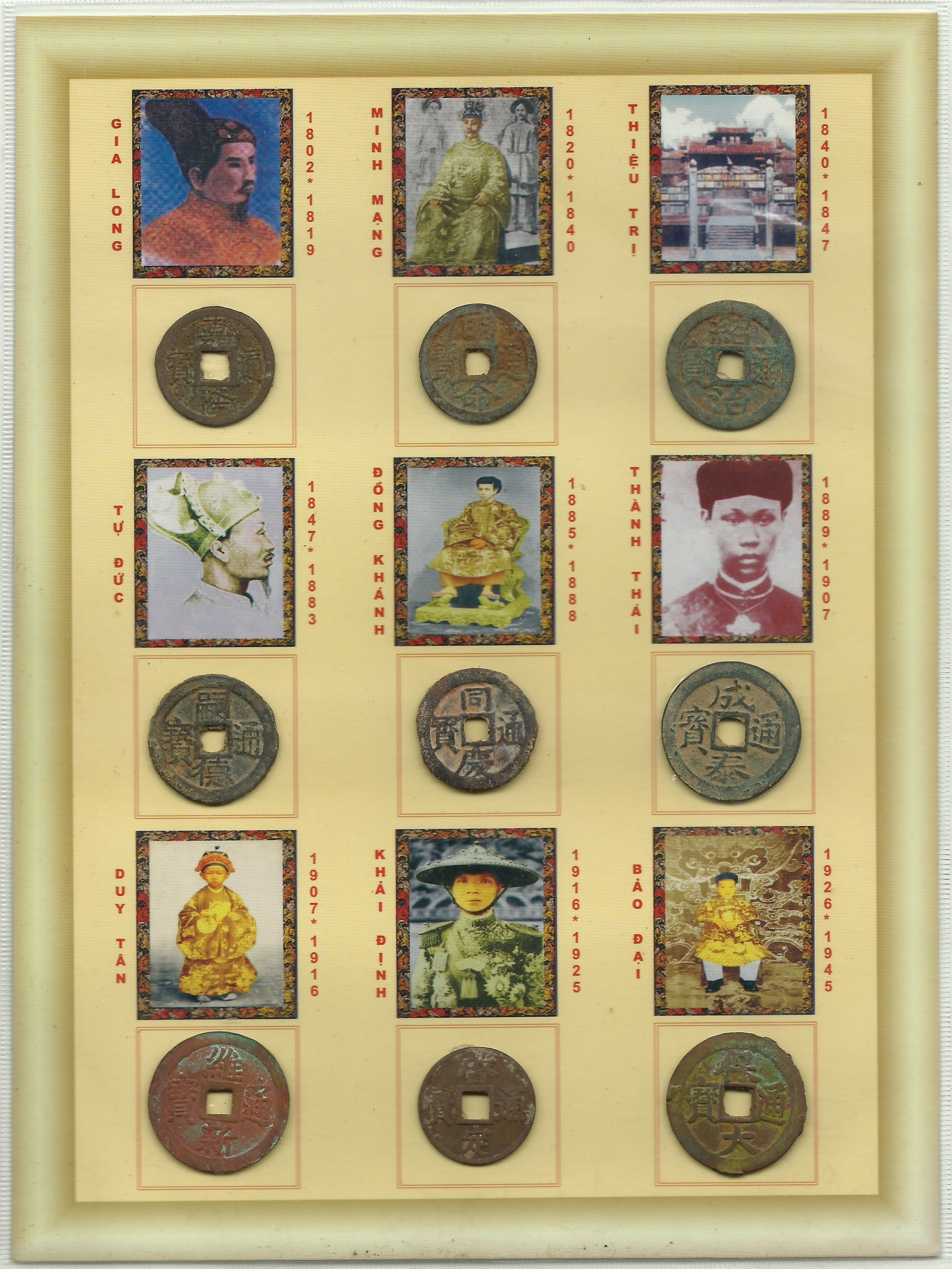
Verschillende munten van de Nguyễn-dynastie van 1802 tot 1945.

Sinds de regentschap van Gia Long begonnen munten gemaakt van zink die gemaakt van koper en messing te vervangen en werden de standaard muntsoort van de Vietnamese monetaire systeem. Onder Gia Long had de standaard 1 văn denominatie een gewicht van 7 phần, maar onder Minh Mạng was dit verlaagd naar 6 phần (ongeveer 2,28 gram) wat de standaard zal blijven onder de toekomstige keizers van de Nguyễn-dynastie. Zinken munten gemaakt onder keizer Tự Đức geproduceerd in Hanoi droegen het muntteken “Hà Nội” (何內) en die geslagen in de munthuis van Sơn Tây droegen het muntteken “Sơn Tây” (山西).
Vanaf 1871 was de productie van zinken munten gestopt sinds de mijnen werden geblokkeerd door Chinese piraten en werd de productie van deze munten te duur om door te zetten. Andere redenen om de productie van zinken munten stil te leggen odanks het feit dat zij onmisbaar voor de Vietnamese economie en de algemene bevolking waren was dat zij erg zwaar waren in vergelijking met hun nominale waarde en dat zij erg breekbaar waren in vergelijking met munten gemaakt van andere metalen. De Fransen zagen het gebruik van zinken munten als een ongemak sinds de wisselkoers tussen de Vietnamese văn-munten en de zilveren Franse franken een enorme hoeveelheid zinken munten voor een enkele Franse frank benodigde. Munten gemaakt van zink braken ook snel in stukken wanneer zij getransporteerd werden en het touw die de rijgen samenhielden brak vaak waardoor veel munten op de grond vielen en zo in kleine stukken brak, sinds munten gemaakt van zink snel oxideren werden de munten sneller en vaker door corrosie geplaagd dan munten gemaakt van andere materialen.
Voor 1849 waren messing munten een zeldzaamheid in Vietnam en circuleerde deze alleen maar rondom de hoofdsteden van Vietnam, maar onder Tự Đức werden nieuwe reguleringen geïntroduceerd om een standaard voor de productie van koperen munten te maken en het gebruikt van deze munten te bevorderen. Tussen 1868 en 1872 waren de meeste messing văn-munten maar van 50% koper gemaakt en 50% zink (dit wordt wit messing genoemd) omdat koper van nature al altijd schaars is geweest in de Vietnamese bodem en het land bijna nooit genoeg koper had om een sufficiënte productie m de mark vraag naar koperen munten te voldoen.
De Vietnamese regering onder keizer Tự Đức had munten met een nominale waarde van 60 văn geïntroduceerd en had het bevolen om deze munten voor 1 tiền te accepteren, in werkelijkheid was de intrinsieke waarde van deze munten vele malen lager dan een tiền en werden zij niet voor die waarde geaccepteerd waardoor de productie van deze munten al snel werd stop gezet met nieuwe munten van 20 văn, 30 văn 40 văn en 50 văn genaamd Đồng Sao om ze te vervangen. Munten van grotere denominaties waren vooral gebruikt om belastingen te betalen sinds hun relatief lage intrinsieke waarden hun een lage marktwaarde en koopkracht gaf.
Toen het boek Annam and its minor currency van Eduardo Toda y Güell in 1882 werd gepubliceerd waren er alleen maar 2 munthuizen geopereerd door de regering die munten produceerden, één in Hanoi en één in Huế. Particuliere munthuizen waren toegestaan om munten te blijven slaan met toestemming van de overheid en een grote hoeveelheid munten werden geïmporteerd uit het buitenland, een voorbeeld hiervan was de Portugese kolonie Macau wat zes munthuizen met twaalf ovens had die dagelijks 600 rijgen (oftewel 600.000 văn) produceerde.
In de negentiende eeuw circuleerde de Vietnamese văn naast zilver- en goudstaven zowel als zilveren en gouden munten genaamd de tiền. De grootste tiền-munten hadden de denominatie van 10 tiền, terwijl de munten van 7 tiền eenzelfde grootte en gewicht hadden als de Spaanse 8 real en de Spaanse 8 escudo-stukken. De munten van de Vietnamese tiền bleven tot de twintigste eeuw geproduceerd worden, maar zij werden langzamerhand door de Franse koloniale munten vervangen.
Na de introductie van de Frans-Cochin-Chinese piastre in 1878 bleven de munten van de Vietnamese văn in omloop tot 1945 en hadden zij vaak een waarde van 500 of 600 văn voor 1 Frans-Indochinese piastre.
De laatste Vietnamese monarch wiens naam op een Vietnamese văn-munt stond was keizer Bảo Đại, hij stierf in 1997.
Nadat de Democratische Republiek Vietnam in 1945 onafhankelijk werd verklaard introduceerde het land de Noord-Vietnamese dong, maar in de afgelegen gebieden van Bắc Bộ en Trung Bộ waar er een tekort aan xu, hào, and đồng munten was bleef de Vietnamese văn circuleren. Decreet 51/SL van de Democratische Republiek Vietnam op 6 januari 1947 creëerde een vaste wisselkoers van 20 văn voor 1 Noord-Vietnamese dong wat 1 văn gelijk maakte aan 5 xu. De Vietnamese văn bleef officieel in de Democratische Republiek Vietnam circuleren tot 13 april 1948.

## Vietnamese văn-munten gemaakt door de Franse overheid

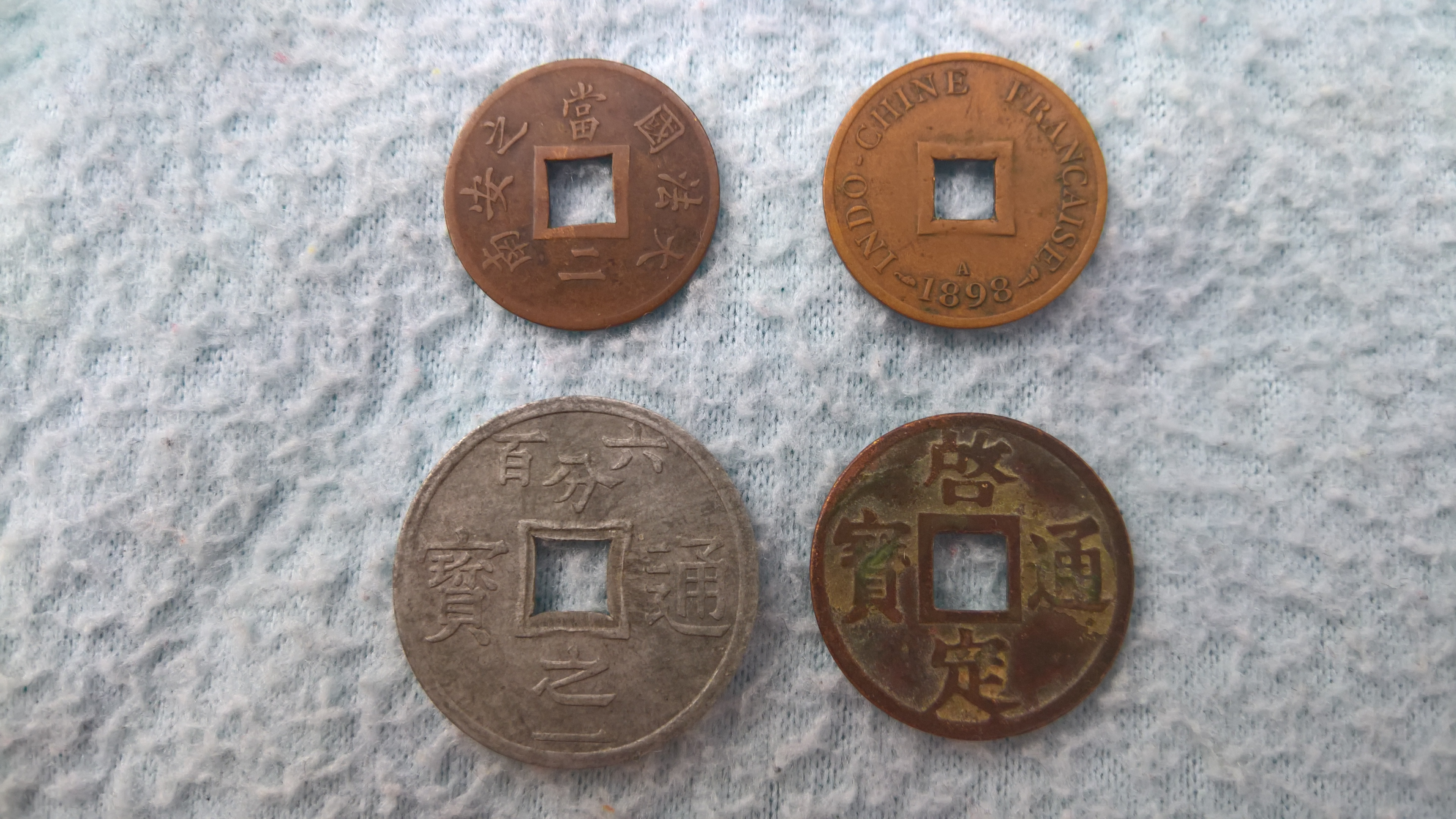
Machine-geslagen Vietnamese văn-munten uit verschillende periodes.

Ten tijde van het Franse protectoraat over Vietnam begon de Franse regering met het slaan van machinaal geproduceerde văn-munten, deze munten waren eerst alleen voor de kolonie Frans-Cochin-China en later circuleerde zij in de andere delen van Vietnam. Deze munten zijn allemaal in Parijs geproduceerd door de munthuis van de Franse staat voor de Vietnamese markt waar toen alleen maar gegoten văn-munten geslagen werd.
Nadat de Fransen Cochinchina hadden geannexeerd op Vietnam bleven de oude Vietnamese văn-munten in circulatie en afhankelijk van hun gewicht en metaallegering (sinds Vietnamese văn-munten toentertijd van zink, tin en koper werden gemaakt) een wisselkoers van 600 of 1000 văn voor één Mexicaanse of Spaanse munt van 8 real oftewel 1 piastre. In 1870 begon Dietrich Uhlhorn met het machinaal slaan van Tự Đức Thông Bảo (嗣德通寶) munten sinds er een hoge vraag naar kèpèngs met een lage nominale waarde in Frans-Cochin-China was. De munt woog 4 gram wat waarschijnlijk op het gewicht van 10 phần (3,7783 gram) wat de officiële standaard van de Vietnamese overheid was. Rond 1875 introduceerde de Fransen munten van 1 centen met een gat in het midden gebaseerd op kèpèng-munten. In 1879 introduceerde de Fransen een Cochin-Chinese Sapèque-munt met een nominale waarde van 1/500 piastre, maar de Vietnamese bevolking bleef de gegoten Tự Đức Thông Bảo-munten prefereren ondanks hun lagere nominale waarde. In 1896 werd het gewicht en de grootte van de Frans-Indochinese 1 centmunt gereduceerd en kreeg hij een ronde gat om meer op văn-munten te lijken. De reden dat deze munten gaten hadden was om ze samen te strengen in rijgen die met een riem of paal werden gedragen, aangezien Oost-Aziatische kleding toen geen zakken had. De Franse productie van deze machinaal geslagen văn-munten werd in 1902 beëindigd.
Sinds er mensen in Hanoi en Saigon waren die niet wouden opgeven met produceren van machinaal geslagen văn-munten, een commissie besloot om zinken Sapèque-munten met een nominale waarde van 1/600 piastre, deze munten werden geproduceerd door de Monnaie de Paris en waren uit 1905 gedateerd maar kwamen in 1906 pas in circulatie. Deze munten oxideerde en braken makkelijk af waardoor zij niet erg populair onder zowel de Franse handelaren en de Vietnamese bevolking werden en was om die reden de productie van deze văn-munten. Nadat Khải Định in 1916 tot keizer gekroond werd was er in Hanoi besloten om de fondsen voor het produceren van văn-munten te verkleinen wat een negatieve werking had op de Vietnamese markt sinds de vraag naar kèpèng-munten hoog bleef dus werd er een commissie gevormd in Hanoi dat de creatie van machine-geslagen Vietnamese văn-munten overzag, dit waren Khải Định Thông Bảo (啓定通寶) gemaakt van een koperlegering geproduceerd in Haiphong. Deze Khải Định Thông Bảo-munten wogen meer dan de oude Sapèques geslagen door de Fransen an waren ongeveer 2,50 gram zwaar, deze munten waren geaccepteerd met een wisselkoers van 500 văn-munten voor 1 piastre. De eerste variant van de Khải Định Thông Bảo had een oplage van 27 miljoen terwijl de tweede variant van de Khải Định Thông Bảo een oplage van 200 miljoen had. De tweede variant van de Khải Định Thông Bảo werd waarschijnlijk na de kroning van keizer Bảo Đại in 1926 geproduceerd sinds het gebruikelijk was voor Vietnamese monarchen om kèpèngs met de inscripties van hun voorgangers nog voor een periode te gebruiken. Keizer Bảo Đại had de creatie van gegoten Bảo Đại Thông Bảo (保大通寶) in 1933 bevolen met een gewicht van 3,2 gram, terwijl de Fransen tegelijkertijd begonnen met het machinaal produceren van Bảo Đại Thông Bảo die 1,36 gram wogen en waarschijnlijk een wisselkoers hadden van 1000 văn-munten voor 1 piastre. Er waren twee varianten van deze munt: één droeg een grote versie van het Chinese karakter "大" (Đại) en de andere droeg een kleine "大".
| Denominatie               | Kruis inscriptie Hán tự (chữ Quốc ngữ)                    | Munt inscriptie       | Metaal        | Jaren van productie | Afbeelding |
| ------------------------- | --------------------------------------------------------- | --------------------- | ------------- | ------------------- | ---------- |
| 2 Sapèque (1/500 piastre) | 當二 - 大法國之安南 (Ðáng Nhị - Đại Pháp Quốc chi An Nam) | Cochinchine Française | Koper         | 1879-1885           |            |
| 2 Sapèque (1/500 piastre) | 當二 - 大法國之安南 (Ðáng Nhị - Đại Pháp Quốc chi An Nam) | Indo-Chine Française  | Koper         | 1887-1902           |            |
| 1 Sapèque (1/600 piastre) | 六百分之一 - 通寶 (Lục Bách Phân chi Nhất - Thông Bảo)    | Protectorat du Tonkin | Zink          | 1905                |            |
| 1/500 piastre             | 啓定通寶 (Khải Định Thông Bảo)                            |                       | Koperlegering | 1921-1925           |            |
| 1/1000 piastre            | 保大通寶 (Bảo Đại Thông Bảo)                              |                       | Koperlegering | 1933-1945           |            |

## Lijst van Vietnamese văn-munten

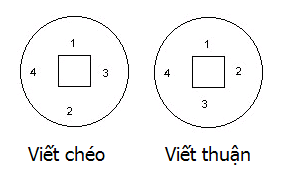
De meeste Vietnamese văn-munten hadden inscripties die van boven naar beneden en dan van rechts naar links gelezen moeten worden, maar sommige inscripties gingen met de klok mee.

De Vietnamese văn werd bijna een millennium lang geproduceerd en de koperen văn-munten hadden daardoor een grote variatie in kwaliteit, legeringen, grotes en vakmanschap, over het algemeen droegen de meeste munten de naam van het regeer tijdperk van de monarch oftewel de Niên hiệu (年號), maar munten werden vaak ook geslagen met verscheidene karakters zoals munttekens, denominaties, decoratieve en diverse andere karakters.
In tegenstelling tot de Chinese, Koreaanse, Japanse en Riukiuaanse kèpèng-munten die altijd inscripties in één lettertype hadden werden de inscripties op de Vietnamese văn in een idiosyncratische wijze geschreven waarbij soms gewoon schrift, zegelschrift en semi-cursiefschrift op dezelfde munten gezien kan worden. Het was niet ongebruikelijk voor een munt dat de karakters erop bijna volledig in één lettertype worden geschreven maar dat een enkele karakter in een ander lettertype is. Vroege Vietnamese munten hanteerden de kalligrafische stijl van de Chinese Khai Nguyên Thông Bảo (開元通寶) munt, vooral de munten geproduceerd vanaf de Đinh- tot en met de Trần-dynastieën.
De volgende munten waren geproduceerd om in Vietnam te circuleren:
| Inscriptie (chữ Quốc ngữ) | Inscriptie (Hán tự) | Jaren van productie          | Dynastie                   | Monarch(en)                                   |
| ------------------------- | ------------------- | ---------------------------- | -------------------------- | --------------------------------------------- |
| Thái Bình Hưng Bảo        | 太平興寶            | 968–981                      | Đinh (丁)                  | Ðinh Tiên Hoàng (丁先皇) Đinh Phế Đế (丁廢帝) |
| Thiên Phúc Trấn Bảo       | 天福鎮寶            | 986                          | Vroegere Lê (前黎)         | Lê Hoàn (黎桓)                                |
| Lê                        | 黎                  | 986                          | Vroegere Lê (前黎)         | Lê Hoàn (黎桓)                                |
| Thuận Thiên Đại Bảo       | 順天大寶            | 1010–1028                    | Lý (李)                    | Lý Thái Tổ (李太祖)                           |
| Càn Phù Nguyên Bảo        | 乾符元寶            | 1039–1041                    | Lý (李)                    | Lý Thái Tông (李太宗)                         |
| Minh Đạo Thông Bảo        | 明道通寶            | 1042–1043                    | Lý (李)                    | Lý Thái Tông (李太宗)                         |
| Thiên Phù Nguyên Bảo      | 天符元寶            | 1120–1127                    | Lý (李)                    | Lý Nhân Tông (李仁宗)                         |
| Đại Định Thông Bảo        | 大定通寶            | 1140–1162                    | Lý (李)                    | Lý Anh Tông (李英宗)                          |
| Thiên Cảm Thông Bảo       | 天感通寶            | 1174–1175                    | Lý (李)                    | Lý Anh Tông (李英宗)                          |
| Thiên Tư Thông Bảo        | 天資通寶            | 1202–1204                    | Lý (李)                    | Lý Cao Tông (李高宗)                          |
| Trị Bình Thông Bảo        | 治平通寶            | 1205–1210                    | Lý (李)                    | Lý Cao Tông (李高宗)                          |
| Trị Bình Nguyên Bảo       | 治平元寶            | 1205–1210                    | Lý (李)                    | Lý Cao Tông (李高宗)                          |
| Kiến Trung Thông Bảo      | 建中通寶            | 1225–1237                    | Trần (陳)                  | Trần Thái Tông (陳太宗)                       |
| Trần Nguyên Thông Bảo     | 陳元通寶            | 1225–1237                    | Trần (陳)                  | Trần Thái Tông (陳太宗)                       |
| Chính Bình Thông Bảo      | 正平通寶            | 1238–1350                    | Trần (陳)                  | Trần Thái Tông (陳太宗)                       |
| Nguyên Phong Thông Bảo    | 元豐通寶            | 1251–1258                    | Trần (陳)                  | Trần Thái Tông (陳太宗)                       |
| Thiệu Long Thông Bảo      | 紹通隆寶            | 1258–1272                    | Trần (陳)                  | Trần Thánh Tông (陳聖宗)                      |
| Hoàng Trần Thông Bảo      | 皇陳通寶            | 1258–1278                    | Trần (陳)                  | Trần Thánh Tông (陳聖宗)                      |
| Hoàng Trần Nguyên Bảo     | 皇陳元寶            | 1258–1278                    | Trần (陳)                  | Trần Thánh Tông (陳聖宗)                      |
| Khai Thái Nguyên Bảo      | 開太元寶            | 1324–1329                    | Trần (陳)                  | Trần Minh Tông (陳明宗)                       |
| Thiệu Phong Bình Bảo      | 紹豐平寶            | 1341–1357                    | Trần (陳)                  | Trần Dụ Tông (陳裕宗)                         |
| Thiệu Phong Nguyên Bảo    | 紹豐元寶            | 1341–1357                    | Trần (陳)                  | Trần Dụ Tông (陳裕宗)                         |
| Đại Trị Thông Bảo         | 大治通寶            | 1358–1369                    | Trần (陳)                  | Trần Dụ Tông (陳裕宗)                         |
| Đại Trị Nguyên Bảo        | 大治元寶            | 1358–1369                    | Trần (陳)                  | Trần Dụ Tông (陳裕宗)                         |
| Cảm Thiệu Nguyên Bảo      | 感紹元寶            | 1368–1370                    | Trần (陳)                  | Hôn Đức Công (昏德公)                         |
| Cảm Thiệu Nguyên Bảo      | 感紹元宝            | 1368–1370                    | Trần (陳)                  | Hôn Đức Công (昏德公)                         |
| Đại Định Thông Bảo        | 大定通寶            | 1368–1370                    | Trần (陳)                  | Hôn Đức Công (昏德公)                         |
| Thiệu Khánh Thông Bảo     | 紹慶通寶            | 1370–1372                    | Trần (陳)                  | Trần Nghệ Tông (陳藝宗)                       |
| Xương Phù Thông Bảo       | 昌符通寶            | 1377–1388                    | Trần (陳)                  | Trần Phế Đế (陳廢帝)                          |
| Hi Nguyên Thông Bảo       | 熙元通寶            | 1381–1382                    | Geen                       | Nguyễn Hi Nguyên (阮熙元)                     |
| Thiên Thánh Nguyên Bảo    | 天聖元寶            | 1391–1392                    | Geen                       | Sử Thiên Thánh (使天聖)                       |
| Thánh Nguyên Thông Bảo    | 聖元通寶            | 1400                         | Hồ (胡)                    | Hồ Quý Ly (胡季犛)                            |
| Thiệu Nguyên Thông Bảo    | 紹元通寶            | 1401–1402                    | Hồ (胡)                    | Hồ Hán Thương (胡漢蒼)                        |
| Hán Nguyên Thông Bảo      | 漢元通寶            | 1401–1407                    | Hồ (胡)                    | Hồ Hán Thương (胡漢蒼)                        |
| Hán Nguyên Thánh Bảo      | 漢元聖寶            | 1401–1407                    | Hồ (胡)                    | Hồ Hán Thương (胡漢蒼)                        |
| Thiên Bình Thông Bảo      | 天平通寶            | 1405–1406                    | Geen                       | Thiên Bình (天平)                             |
| Vĩnh Ninh Thông Bảo       | 永寧通寶            | 1420                         | Geen                       | Lộc Bình Vương (羅平王)                       |
| Giao Chỉ Thông Bảo        | 交趾通寶            | 1419                         | Minh (明)                  | Vĩnh Lạc (永樂帝)                             |
| Vĩnh Thiên Thông Bảo      | 永天通寶            | 1420                         | Geen                       | Lê Ngạ (黎餓)                                 |
| Thiên Khánh Thông Bảo     | 天慶通寶            | 1426–1428                    | Latere Trần (後陳)         | Thiên Khánh Đế (天慶帝)                       |
| An Pháp Nguyên Bảo        | 安法元寶            | Lam Sơn opstand              | Latere Lê (後黎)           | Lê Lợi (黎利)                                 |
| Chánh Pháp Nguyên Bảo     | 正法元寶            | Lam Sơn opstand              | Latere Lê (後黎)           | Lê Lợi (黎利)                                 |
| Trị Thánh Nguyên Bảo      | 治聖元寶            | Lam Sơn opstand              | Latere Lê (後黎)           | Lê Lợi (黎利)                                 |
| Trị Thánh Bình Bảo        | 治聖平寶            | Lam Sơn opstand              | Latere Lê (後黎)           | Lê Lợi (黎利)                                 |
| Thái Pháp Bình Bảo        | 太法平寶            | Lam Sơn opstand              | Latere Lê (後黎)           | Lê Lợi (黎利)                                 |
| Thánh Quan Thông Bảo      | 聖宮通寶            | Lam Sơn opstand              | Latere Lê (後黎)           | Lê Lợi (黎利)                                 |
| Thuận Thiên Thông Bảo     | 順天通寶            | 1428–1433                    | Latere Lê (後黎)           | Lê Thái Tổ (黎太祖)                           |
| Thuận Thiên Nguyên Bảo    | 順天元寶            | 1428–1433                    | Latere Lê (後黎)           | Lê Thái Tổ (黎太祖)                           |
| Thiệu Bình Thông Bảo      | 紹平通寶            | 1434–1440                    | Latere Lê (後黎)           | Lê Thái Tông (黎太宗)                         |
| Đại Bảo Thông Bảo         | 大寶通寶            | 1440–1442                    | Latere Lê (後黎)           | Lê Thái Tông (黎太宗)                         |
| Thái Hòa Thông Bảo        | 太和通寶            | 1443–1453                    | Latere Lê (後黎)           | Lê Nhân Tông (黎仁宗)                         |
| Diên Ninh Thông Bảo       | 延寧通寶            | 1454–1459                    | Latere Lê (後黎)           | Lê Nhân Tông (黎仁宗)                         |
| Thiên Hưng Thông Bảo      | 天興通寶            | 1459–1460                    | Latere Lê (後黎)           | Lê Nghi Dân (黎宜民)                          |
| Quang Thuận Thông Bảo     | 光順通寶            | 1460–1469                    | Latere Lê (後黎)           | Lê Thánh Tông (黎聖宗)                        |
| Hồng Đức Thông Bảo        | 洪德通寶            | 1470–1497                    | Latere Lê (後黎)           | Lê Thánh Tông (黎聖宗)                        |
| Cảnh Thống Thông Bảo      | 景統通寶            | 1497–1504                    | Latere Lê (後黎)           | Lê Hiến Tông (黎憲宗)                         |
| Đoan Khánh Thông Bảo      | 端慶通寶            | 1505–1509                    | Latere Lê (後黎)           | Lê Uy Mục (黎威穆)                            |
| Giao Trị Thông Bảo        | 交治通寶            | 1509                         | Geen                       | Cẩm Giang Vương (錦江王)                      |
| Thái Bình Thông Bảo       | 太平通寶            | 1509                         | Geen                       | Cẩm Giang Vương (錦江王)                      |
| Thái Bình Hưng Bảo        | 太平興寶            | 1509                         | Geen                       | Cẩm Giang Vương (錦江王)                      |
| Hồng Thuận Thông Bảo      | 洪順通寶            | 1510–1516                    | Latere Lê (後黎)           | Lê Tương Dực (黎襄翼)                         |
| Trần Tuân Công Bảo        | 陳新公寶            | 1511–1512                    | Geen                       | Trần Tuân (陳珣)                              |
| Quang Thiệu Thông Bảo     | 光紹通寶            | 1516–1522                    | Latere Lê (後黎)           | Lê Chiêu Tông (黎昭宗)                        |
| Trần Công Tân Bảo         | 陳公新寶            | 1516–1521 (Trần Cao opstand) | Geen                       | Trần Cao (陳暠)                               |
| Thiên Ứng Thông Bảo       | 天應通寶            | 1516–1521                    | Geen                       | Trần Cao (陳暠)                               |
| Phật Pháp Tăng Bảo        | 佛法僧寶            | 1516–1521                    | Geen                       | Trần Cao (陳暠)                               |
| Tuyên Hựu Hòa Bảo         | 宣祐和寶            | 1516–1521                    | Geen                       | Trần Cao (陳暠)                               |
| Thống Nguyên Thông Bảo    | 統元通寶            | 1522–1527                    | Latere Lê (後黎)           | Lê Cung Hoàng (黎恭皇)                        |
| Minh Đức Thông Bảo        | 明德通寶            | 1527–1530                    | Mạc (莫)                   | Mạc Thái Tổ (莫太祖)                          |
| Minh Đức Nguyên Bảo       | 明德元寶            | 1527–1530                    | Mạc (莫)                   | Mạc Thái Tổ (莫太祖)                          |
| Đại Chính Thông Bảo       | 大正通寶            | 1530–1540                    | Mạc (莫)                   | Mạc Thái Tông (莫太宗)                        |
| Quang Thiệu Thông Bảo     | 光紹通寶            | 1531–1532                    | Geen                       | Keizer Quang Thiệu (光紹帝)                   |
| Nguyên Hòa Thông Bảo      | 元和通寶            | 1533–1548                    | Gerestaureerde Lê (黎中興) | Lê Trang Tông (黎莊宗)                        |
| Quảng Hòa Thông Bảo       | 廣和通寶            | 1541–1546                    | Mạc (莫)                   | Mạc Hiến Tông (莫憲宗)                        |
| Vĩnh Định Thông Bảo       | 永定通寶            | 1547                         | Mạc (莫)                   | Mạc Tuyên Tông (莫宣宗)                       |
| Vĩnh Định Chí Bảo         | 永定之寶            | 1547                         | Mạc (莫)                   | Mạc Tuyên Tông (莫宣宗)                       |
| Quang Bảo Thông Bảo       | 光寶通寶            | 1554–1561                    | Mạc (莫)                   | Mạc Tuyên Tông (莫宣宗)                       |
| Thái Bình Thông Bảo       | 太平通寶            | 1558–1613                    | Nguyễn-heren (阮主)        | Nguyễn Hoàng (阮潢)                           |
| Thái Bình Phong Bảo       | 太平豐寶            | 1558–1613                    | Nguyễn-heren (阮主)        | Nguyễn Hoàng (阮潢)                           |
| Gia Thái Thông Bảo        | 嘉泰通寶            | 1573–1599                    | Gerestaureerde Lê (黎中興) | Lê Thế Tông (黎世宗)                          |
| Càn Thống Nguyên Bảo      | 乾統元寶            | 1593–1625                    | Mạc (莫)                   | Mạc Kính Cung (莫敬恭)                        |
| An Pháp Nguyên Bảo        | 安法元寶            | 1593–1625                    | Mạc (莫)                   | Mạc Kính Cung (莫敬恭)                        |
| Thái Bình Thông Bảo       | 太平通寶            | 1593–1625                    | Mạc (莫)                   | Mạc Kính Cung (莫敬恭)                        |
| Thái Bình Thánh Bảo       | 太平聖寶            | 1593–1625                    | Mạc (莫)                   | Mạc Kính Cung (莫敬恭)                        |
| Thái Bình Pháp Bảo        | 太平法寶            | 1593–1625                    | Mạc (莫)                   | Mạc Kính Cung (莫敬恭)                        |
| Khai Kiến Thông Bảo       | 開建通寶            | 1593–1625                    | Mạc (莫)                   | Mạc Kính Cung (莫敬恭)                        |
| Sùng Minh Thông Bảo       | 崇明通寶            | 1593–1625                    | Mạc (莫)                   | Mạc Kính Cung (莫敬恭)                        |
| Chính Nguyên Thông Bảo    | 正元通寶            | 1593–1625                    | Mạc (莫)                   | Mạc Kính Cung (莫敬恭)                        |
| Vĩnh Thọ Thông Bảo        | 永壽通寶            | 1658–1661                    | Gerestaureerde Lê (黎中興) | Lê Thần Tông (黎神宗)                         |
| Tường Phù Nguyên Bảo      | 祥符元寶            | 1659–1685                    | Đức Xuyên (徳川)           | Đức Xuyên Gia Cương (徳川 家綱)               |
| Trị Bình Thông Bảo        | 治平通寶            | 1659–1685                    | Đức Xuyên (徳川)           | Đức Xuyên Gia Cương (徳川 家綱)               |
| Trị Bình Nguyên Bảo       | 治平元寶            | 1659–1685                    | Đức Xuyên (徳川)           | Đức Xuyên Gia Cương (徳川 家綱)               |
| Nguyên Phong Thông Bảo    | 元豊通寳            | 1659–1685                    | Đức Xuyên (徳川)           | Đức Xuyên Gia Cương (徳川 家綱)               |
| Hi Ninh Nguyên Bảo        | 熈寧元寳            | 1659–1685                    | Đức Xuyên (徳川)           | Đức Xuyên Gia Cương (徳川 家綱)               |
| Thiệu Thánh Nguyên Bảo    | 紹聖元寳            | 1659–1685                    | Đức Xuyên (徳川)           | Đức Xuyên Gia Cương (徳川 家綱)               |
| Gia Hựu Thông Bảo         | 嘉祐通寳            | 1659–1685                    | Đức Xuyên (徳川)           | Đức Xuyên Gia Cương (徳川 家綱)               |
| Vĩnh Trị Thông Bảo        | 永治通寶            | 1678–1680                    | Gerestaureerde Lê (黎中興) | Lê Hi Tông (黎熙宗)                           |
| Vĩnh Trị Nguyên Bảo       | 永治元寶            | 1678–1680                    | Gerestaureerde Lê (黎中興) | Lê Hi Tông (黎熙宗)                           |
| Vĩnh Trị Chí Bảo          | 永治至寶            | 1678–1680                    | Gerestaureerde Lê (黎中興) | Lê Hi Tông (黎熙宗)                           |
| Chính Hòa Thông Bảo       | 正和通寶            | 1680–1705                    | Gerestaureerde Lê (黎中興) | Lê Hi Tông (黎熙宗)                           |
| Chính Hòa Nguyên Bảo      | 正和元寶            | 1680–1705                    | Gerestaureerde Lê (黎中興) | Lê Hi Tông (黎熙宗)                           |
| Vĩnh Thịnh Thông Bảo      | 永聖通寶            | 1706–1719                    | Gerestaureerde Lê (黎中興) | Lê Dụ Tông (黎裕宗)                           |
| Bảo Thái Thông Bảo        | 保泰通寶            | 1720–1729                    | Gerestaureerde Lê (黎中興) | Lê Dụ Tông (黎裕宗)                           |
| Thiên Minh Thông Bảo      | 天明通寶            | 1738–1765                    | Nguyễn-heren (阮主)        | Nguyễn Phúc Khoát (阮福濶)                    |
| Cảnh Hưng Thông Bảo       | 景興通寶            | 1740–1786                    | Gerestaureerde Lê (黎中興) | Lê Hiển Tông (黎顯宗)                         |
| Cảnh Hưng Thông Bảo       | 景興通宝            | 1740–1786                    | Gerestaureerde Lê (黎中興) | Lê Hiển Tông (黎顯宗)                         |
| Cảnh Hưng Trung Bảo       | 景興中寶            | 1740–1786                    | Gerestaureerde Lê (黎中興) | Lê Hiển Tông (黎顯宗)                         |
| Cảnh Hưng Trung Bảo       | 景興中宝            | 1740–1786                    | Gerestaureerde Lê (黎中興) | Lê Hiển Tông (黎顯宗)                         |
| Cảnh Hưng Chí Bảo         | 景興至寶            | 1740–1786                    | Gerestaureerde Lê (黎中興) | Lê Hiển Tông (黎顯宗)                         |
| Cảnh Hưng Vĩnh Bảo        | 景興永寶            | 1740–1786                    | Gerestaureerde Lê (黎中興) | Lê Hiển Tông (黎顯宗)                         |
| Cảnh Hưng Đại Bảo         | 景興大寶            | 1740–1786                    | Gerestaureerde Lê (黎中興) | Lê Hiển Tông (黎顯宗)                         |
| Cảnh Hưng Thái Bảo        | 景興太寶            | 1740–1786                    | Gerestaureerde Lê (黎中興) | Lê Hiển Tông (黎顯宗)                         |
| Cảnh Hưng Cự Bảo          | 景興巨寶            | 1740–1786                    | Gerestaureerde Lê (黎中興) | Lê Hiển Tông (黎顯宗)                         |
| Cảnh Hưng Cự Bảo          | 景興巨宝            | 1740–1786                    | Gerestaureerde Lê (黎中興) | Lê Hiển Tông (黎顯宗)                         |
| Cảnh Hưng Trọng Bảo       | 景興重寶            | 1740–1786                    | Gerestaureerde Lê (黎中興) | Lê Hiển Tông (黎顯宗)                         |
| Cảnh Hưng Tuyền Bảo       | 景興泉寶            | 1740–1786                    | Gerestaureerde Lê (黎中興) | Lê Hiển Tông (黎顯宗)                         |
| Cảnh Hưng Thuận Bảo       | 景興順寶            | 1740–1786                    | Gerestaureerde Lê (黎中興) | Lê Hiển Tông (黎顯宗)                         |
| Cảnh Hưng Nội Bảo         | 景興內寶            | 1740–1786                    | Gerestaureerde Lê (黎中興) | Lê Hiển Tông (黎顯宗)                         |
| Cảnh Hưng Nội Bảo         | 景興內宝            | 1740–1786                    | Gerestaureerde Lê (黎中興) | Lê Hiển Tông (黎顯宗)                         |
| Cảnh Hưng Dụng Bảo        | 景興用寶            | 1740–1786                    | Gerestaureerde Lê (黎中興) | Lê Hiển Tông (黎顯宗)                         |
| Cảnh Hưng Lai Bảo         | 景興來寶            | 1740–1786                    | Gerestaureerde Lê (黎中興) | Lê Hiển Tông (黎顯宗)                         |
| Cảnh Hưng Thận Bảo        | 景興慎寶            | 1740–1786                    | Gerestaureerde Lê (黎中興) | Lê Hiển Tông (黎顯宗)                         |
| Cảnh Hưng Thọ Trường      | 景興壽長            | 1740–1786                    | Gerestaureerde Lê (黎中興) | Lê Hiển Tông (黎顯宗)                         |
| Cảnh Hưng Chính Bảo       | 景興正寶            | 1740-1786                    | Gerestaureerde Lê (黎中興) | Lê Hiển Tông (黎顯宗)                         |
| Cảnh Hưng Anh Bảo         | 景興英寶            | 1740-1786                    | Gerestaureerde Lê (黎中興) | Lê Hiển Tông (黎顯宗)                         |
| Cảnh Hưng Tống Bảo        | 景興宋寶            | 1740-1786                    | Gerestaureerde Lê (黎中興) | Lê Hiển Tông (黎顯宗)                         |
| Cảnh Hưng Bảo Dụng        | 景興寶用            | 1740-1786                    | Gerestaureerde Lê (黎中興) | Lê Hiển Tông (黎顯宗)                         |
| Thái Đức Thông Bảo        | 泰德通寶            | 1778-1788                    | Tây Sơn (西山)             | Thái Đức (泰德)                               |
| Nam Vương Thông Bảo       | 南王通寶            | 1782-1786                    | Trịnh-heren (鄭主)         | Trịnh Khải (鄭楷)                             |
| Nam Vương Cự Bảo          | 南王巨寶            | 1782-1786                    | Trịnh-heren (鄭主)         | Trịnh Khải (鄭楷)                             |
| Minh Đức Thông Bảo        | 明德通寶            | 1787                         | Tây Sơn (西山)             | Thái Đức (泰德)                               |
| Chiêu Thống Thông Bảo     | 昭統通寶            | 1787–1789                    | Gerestaureerde Lê (黎中興) | Lê Mẫn Đế (黎愍帝)                            |
| Quang Trung Thông Bảo     | 光中通寶            | 1788–1792                    | Tây Sơn (西山)             | Quang Trung (光中)                            |
| Quang Trung Đại Bảo       | 光中大宝            | 1788–1792                    | Tây Sơn (西山)             | Quang Trung (光中)                            |
| Càn Long Thông Bảo An Nam | 乾隆通寶 安南       | 1788–1789                    | Thanh (清)                 | Càn Long (乾隆帝)                             |
| Cảnh Thịnh Thông Bảo      | 景盛通寶            | 1793–1801                    | Tây Sơn (西山)             | Cảnh Thịnh (景盛)                             |
| Cảnh Thịnh Đại Bảo        | 景盛大寶            | 1793–1801                    | Tây Sơn (西山)             | Cảnh Thịnh (景盛)                             |
| Bảo Hưng Thông Bảo        | 寶興通寶            | 1801–1802                    | Tây Sơn (西山)             | Cảnh Thịnh (景盛)                             |
| Gia Long Thông Bảo        | 嘉隆通寶            | 1802–1820                    | Nguyễn (阮)                | Gia Long (嘉隆)                               |
| Gia Long Cự Bảo           | 嘉隆巨寶            | 1802–1820                    | Nguyễn (阮)                | Gia Long (嘉隆)                               |
| Gia Hưng Thông Bảo        | 嘉興通寶            | 1802–1820                    | Nguyễn (阮)                | Gia Long (嘉隆)                               |
| Minh Mạng Thông Bảo       | 明命通寶            | 1820–1841                    | Nguyễn (阮)                | Minh Mạng (明命)                              |
| Trị Nguyên Thông Bảo      | 治元通寶            | 1831–1834                    | Geen                       | Lê Văn Khôi (黎文𠐤)                          |
| Trị Bình Thông Bảo        | 治平通寶            | 1831–1834                    | Geen                       | Lê Văn Khôi (黎文𠐤)                          |
| Nguyên Long Thông Bảo     | 元隆通寶            | 1833–1835                    | Geen                       | Nông Văn Vân (農文雲)                         |
| Thiệu Trị Thông Bảo       | 紹治通寶            | 1841–1847                    | Nguyễn (阮)                | Thiệu Trị (紹治)                              |
| Tự Đức Thông Bảo          | 嗣德通寶            | 1847–1883                    | Nguyễn (阮)                | Tự Đức (嗣德)                                 |
| Tự Đức Bảo Sao            | 嗣德寶鈔            | 1847–1883                    | Nguyễn (阮)                | Tự Đức (嗣德)                                 |
| Kiến Phúc thông bảo       | 建福通寶            | 1883–1884                    | Nguyễn (阮)                | Kiến Phúc (建福)                              |
| Hàm Nghi thông bảo        | 咸宜通寶            | 1884–1885                    | Nguyễn (阮)                | Hàm Nghi (咸宜)                               |
| Đồng Khánh Thông Bảo      | 同慶通寶            | 1885–1888                    | Nguyễn (阮)                | Đồng Khánh (同慶)                             |
| Thành Thái Thông Bảo      | 成泰通寶            | 1888–1907                    | Nguyễn (阮)                | Thành Thái (成泰)                             |
| Duy Tân Thông Bảo         | 維新通寶            | 1907–1916                    | Nguyễn (阮)                | Duy Tân (維新)                                |
| Khải Định Thông Bảo       | 啓定通寶            | 1916–1925                    | Nguyễn (阮)                | Khải Định (啓定)                              |
| Bảo Đại Thông Bảo         | 保大通寶            | 1926–1945                    | Nguyễn (阮)                | Bảo Đại (保大)                                |

### Niet-geïdentificeerde Vietnamese văn-munten (vanaf 1600)
Tijdens de geschiedenis van Vietnam hadden veel rebellen zichzelf tot heren (主), koningen (王) en keizers (帝) uitgeroepen en benoemden hun eigen regeerperiodes (Niên hiệu/年號) en regeertitels, maar sinds hun opstanden vaak kort en onsuccesvol bleken te zijn werden hun regeer namen niet opgenomen in de Vietnamese geschiedenisboeken en is het daarom moeilijk om munten geproduceerd door deze opstandelingen te identificeren. Vaak werden ook munten door particuliere munthuizen gegoten die soms imitaties van hoge kwaliteit van keizerlijke văn-munten waren maar soms creëerden deze particulieren ook munten met nieuwe inscripties. De Nguyễn-heren die over het zuidelijke gedeelte van Vietnam regeerden produceerden ook hun eigen munten sinds zij de de facto koningen van het zuiden waren, maar sinds hun heerschappij onofficieel was is het momenteel nog onbekend welke Nguyễn-heer welke munt produceerde. Sinds de lijst van niet-geïdentificeerde Vietnamese văn-munten door Eduardo Toda y Güell was opgesteld in 1882 zijn een aantal van de munten die hij beschreef als "munten geslagen in de provincie Quảng Nam" aan de specifieke Nguyễn-heer die numismaten uit die tijd nog niet konden identificeren. Onder de heerschappij van de Nguyễn-heren waren veel particuliere munthuizen in Zuid-Vietnam geopend die zowel munten met de inscripties van de heersers als hun eigen inscripties sloegen.
De hierna volgende lijst is van de Vietnamese văn-munten wiens oorsprong momenteel onbekend is:
| Inscriptie (chữ Quốc ngữ) | Inscriptie (Hán tự) | Notities |
| ------------------------- | ------------------- | --- |
| Thiệu Thánh Nguyên Bảo    | 紹聖元寶            | |
| Ninh Dân Thông Bảo        | 寧民通宝            | De karakter "宝" is een vereenvoudigde versie van "寶" wat vaak wordt gebruikt in semi-cursiefschrift.                                                                 |
| Minh Định Tống Bảo        | 明定宋寶            | "Tống Bảo" (宋寶) is geschreven in zegelschrift. |
| Cảnh Nguyên Thông Bảo     | 景元通寶            | Komt zowel voor in gewoon schrift en zegelschrift. |
| Thánh Tống Nguyên Bảo     | 聖宋元寶            | |
| Càn Nguyên Thông Bảo      | 乾元通寶            | Geproduceerd in de bovenste gedeelten van Noord-Vietnam. |
| Phúc Bình Nguyên Bảo      | 福平元寶            | Geschreven in zegelschrift. |
| Thiệt Quý Thông Bảo       | 邵癸通寶            | Geschreven in zowel cursief schrift als zegelschrift. |
| Dương Nguyén Thông Bảo    | 洋元通寶            | Bestaat in verschillende groten. |
| Thiệu Phù Nguyên Bảo      | 紹符元寶            | Geschreven in zegelschrift. |
| Nguyên Phù Thông Bảo      | 元符通寶            | Geschreven in zegelschrift. |
| Đại Cung Thánh Bảo        | 大工聖寶            | |
| Đại Hòa Thông Bảo         | 大和通寶            | De achterkant heeft geen rand. |
| Cảnh Thì Thông Bảo        | 景底通寶            | De karakter "底" lijkt op een "辰" |
| Thiên Nguyên Thông Bảo    | 天元通寶            | Een variant van deze munt bestaat waar de karakter "元" is geschreven in zegelschrift.                                                                                 |
| Nguyên Trị Thông Bảo      | 元治通寶            | De karakters "治" en "寶" zijn geschreven in zegelschrift. |
| Hoàng Hi Tống Bảo         | 皇熙宋寶            | |
| Khai Thánh Nguyên Bảo     | 開聖元寶            | |
| Thiệu Thánh Thông Bảo     | 紹聖通寶            | |
| Thiệu Thánh Bình Bảo      | 紹聖平寶            | Achterkant heeft geen rand. |
| Thiệu Tống Nguyên Bảo     | 紹宋元寶            | |
| Tường Thánh Thông Bảo     | 祥聖通寶            | |
| Hi Tống Nguyên Bảo        | 熙宋元寶            | |
| Ứng Cảm Nguyên Bảo        | 應感元寶            | |
| Thống Phù Nguyên Bảo      | 統符元寶            | |
| Hi Thiệu Nguyên Bảo       | 熙紹元寶            | |
| Chính Nguyên Thông Bảo    | 正元通寶            | Varianten van deze munt bestaan met randen en geen randen aan de achterkant zowel als varianten met een stip of halve maan aan de achterkant.                          |
| Thiên Đức Nguyên Bảo      | 天德元寶            | |
| Hoàng Ân Thông Bảo        | 皇恩通寶            | |
| Thái Thánh Thông Bảo      | 太聖通寶            | |
| Đại Thánh Thông Bảo       | 大聖通寶            | |
| Chánh Hòa Thông Bảo       | 政和通寶            | Een variant bestaat waar er een halve maan en een stip op de achterkant staan en er is nog een variant waar er alleen maar een halve maan op de achterkant staat.      |
| Thánh Cung Tứ Bảo         | 聖宮慈寶            | De munten vanaf dit punt in de lijst komen uit het boek van Dr. R. Allan Barker (2004) terwijl de munten hierboven uit het boek van Eduardo Toda y Güell (1882) komen. |
| Thánh Trần Thông Bảo      | 聖陳通寶            | |
| Đại Định Thông Bảo        | 大定通寶            | |
| Chính Long Nguyên Bảo     | 正隆元寶            | |
| Hi Nguyên Thông Bảo       | 熙元通寶            | |
| Cảnh Nguyên Thông Bảo     | 景元通寶            | |
| Tống Nguyên Thông Bảo     | 宋元通寶            | |
| Thiên Thánh Nguyên Bảo    | 天聖元寶            | |
| Thánh Nguyên Thông Bảo    | 聖元通寶            | |
| Chính Pháp Thông Bảo      | 正法通寶            | |
| Tây Dương Phù Bảo         | 西洋符寶            | |
| An Pháp Nguyên Bảo        | 安法元寶            | Vaak wordt het beweert dat deze munt onder Lê Lợi (黎利) was geslagen.                                                                                                 |
| Bình Nam Thông Bảo        | 平南通寶            | Vaak wordt deze munt toegewezen aan de Nguyễn-heren (阮主). |